# Helsingfors romersk-katolska stift

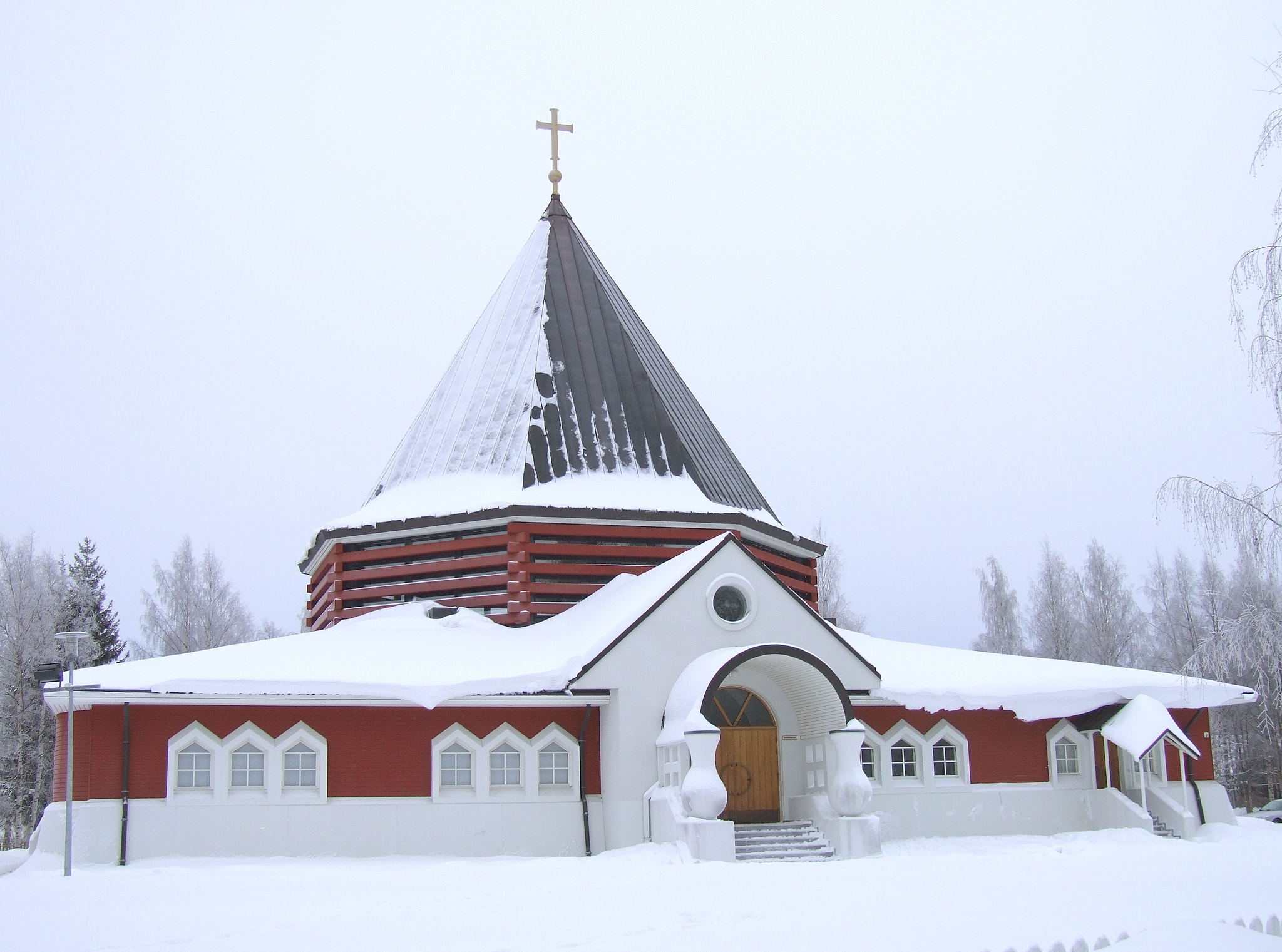
Den heliga familjens kyrka i Uleåborg.

Helsingfors katolska stift organiserar den romersk-katolska kyrkan i Finland. Kyrkan samarbetar med sina sex nordiska systerstift inom den nordiska biskopskonferensen.
Finland har den lägsta andelen katoliker i Europa. Stiftet har ca 9 000 medlemmar, huvudsakligen med invandrarbakgrund .